# Krämare
Krämare (från tyska Krämer) är en köpman. Ordet kommer ursprungligen från det grekiska ordet för pengar, chrēma. Under 1700-talet kallades de borgare i svenska småstäder som reste runt på marknader ofta för krämare eller kramhandlare. Ordet är nedsättande och då med hänvisning till att en krämare inte utför något produktivt.